# Estación General Rondeau
General Rondeau es una estación ferroviaria ubicada en el paraje del mismo nombre, Partido de Puan, Provincia de Buenos Aires, Argentina.
La estación fue habilitada en 1891 por el Ferrocarril Bahía Blanca al Noroeste.

## Servicios
Es una estación del ramal perteneciente al Ferrocarril General Roca, desde la Estación Nueva Roma hasta la Estación Toay.
No presta servicios de pasajeros, ni de cargas.

## ONG Asociación Civil Néstor Luis Montero
Hace dos años, un grupo de personas oriundas y con ganas de vivir, crearon esta Asociación, con el único fin de devolverle la vida a su querido pueblo. A través de ella, sus integrantes, quieren dejar escrito en la historia, que con ganas, esfuerzo y sobre todo SENTIMIENTO por su tierra, se puede lograr lo inalcanzable, se puede lograr un sueño... que ha permanecido en cada uno de ellos, a lo largo de sus vidas. Quieren que ese sueño, pase a formar parte de sus vidas y que el último día que les toque vivir, digan: "Pucha que fue lindo fue estar vivo"!!!!
Hoy día se encuentran trabajando en la organización de Eventos varios y que atraen un sinnúmero de turistas al lugar.
Su objetivo sigue intacto, como el primer día, reflotar a su pueblo y volver a darle la identidad que se merece.